# OpenEdition
OpenEdition est un portail de publication en sciences humaines et sociales créé par le Centre pour l'édition électronique ouverte, centre spécialisé dans le domaine de l'édition électronique associant le CNRS, l'EHESS, l'Université d'Aix-Marseille et l'Université d'Avignon. C'est une initiative publique travaillant en faveur de l'accès ouvert aux résultats de la recherche scientifique.
Deux tiers des ouvrages y sont proposés en Open Access, le troisième étant réservé aux bibliothèques partenaires.
Avec le développement des pépinières de revues scientifiques en accès ouvert, fédérées en réseau en 2018, OpenEdition s'ouvre à de nouveaux partenariats - déclarés ou relations privilégiées. C'est ainsi qu'une trentaine de revues sont venues rejoindre le portail dans lequel se trouvaient 600 titres de revues en 2022.
En 2023, l'infrastructure OpenEdition, associée à l'Abes, est lauréate de l'appel à projet du Fonds national pour la science ouverte pour son projet QUAlité des MÉtadonnées d’OpenEdition (QUAMÉO). Le but principal est de favoriser la visibilité et le signalement des métadonnées, avec un point d'attention sur les auteurs et la création d'une base d'autorités liée aux référentiels existants comme IdRef.

## Description
Ce portail comprend quatre plateformes :
- Revues.org : créé par Marin Dacos en 1999, ce portail est l'ancêtre d'OpenEdition[5]. Il met en ligne des centaines de revues en Sciences humaines et sociales. En 2017, il devient OpenEdition Journals.
- Calenda (portail) : créé par Marin Dacos en 2000[5], il publie des milliers d'annonces d'événements scientifiques : colloques, journées d'études, séminaires, ainsi que des offres d'emploi et des appels à contribution. Il est dirigé par Delphine Cavallo.
- Hypothèses.org : créé en 2008, Hypothèses est une plateforme de blogging scientifique. Les chercheurs y créent des « carnets de recherches » dans lesquels ils font état des avancées de leurs recherches. La plateforme dispose de diverses instances linguistiques, en allemand et en espagnol, notamment, à la suite de partenariats avec la Max Weber Stiftung pour l'allemand et l'UNED pour l'espagnol.
- OpenEdition Books : créé en 2013, OpenEdition Books est une plateforme de publication de livres dont au moins 80 % sont en accès ouvert. Parmi les premiers éditeurs de la plateforme, on dénombre les Éditions de l'ENS, les Éditions de l'EHESS, les Presses universitaires de Rennes, Open Books Publishers, CEU Press[6]. En 2015, la plateforme hébergeait 3,127 ouvrages pour 3 millions de visiteurs[7].

Ces plateformes disposent de conseils scientifiques, qui sélectionnent les publications afin d'assurer une qualité scientifique à l'ensemble.
En 2015, le portail OpenEdition a reçu 65 millions de visites. L'ensemble des statistiques de consultation sont disponibles en accès libre via l'outil Matomo.